# Julia Phillips
Julia Phillips (* 7. April 1944 in New York City als Julia Miller; † 1. Januar 2002 in West Hollywood, Kalifornien) war eine US-amerikanische Filmproduzentin. Sie war die erste Frau, der es gelang, einen Oscar als Produzentin für den besten Film zu gewinnen.

## Leben
Phillips war ab 1972 als Produzentin tätig. Bis einschließlich 1991 entstanden unter ihrer Beteiligung acht Filme. 
1974 wurde sie zusammen mit Tony Bill und ihrem damaligen Ehemann Michael Phillips für Der Clou mit dem Oscar in der Kategorie Bester Film ausgezeichnet. Damit war sie die erste Frau, die in dieser Kategorie mit dem Oscar ausgezeichnet wurde. Drei Jahre später wurde sie für Taxi Driver erneut für den Oscar nominiert.
Ihre Ehe mit Michael Phillips dauerte von 1966 bis 1974. Gemeinsam hatten sie ein Kind. 
1991 veröffentlichte sie mit You'll Never Eat Lunch in This Town Again ein autobiographisches Werk über Hollywood. In diesem Buch thematisierte sie auch ihren eigenen Drogengebrauch. 1995 folgte mit Driving Under Affluence ein zweites Buch. 
Sie starb an den Folgen einer Krebserkrankung.

## Filmografie (Auswahl)
- 1972: Ganoven auf Abwegen (Steelyard Blues)
- 1973: Der Clou (The Sting)
- 1976: Taxi Driver
- 1977: Unheimliche Begegnung der dritten Art (Close Encounters of the Third Kind)
- 1987: The Beat
- 1991: Fast Food Family